# Bertrand de Fumel
Bertrand de Fumel,   ou de Pébrac, mort en 1360, est un prélat français du XIVe siècle. Il est le deuxième fils de Bertrand de Fumel, vicomte de la Barthe, comte d'Aure et de Magnoac, seigneur de Barousse, et de Brunissende de La Barthe. 

## Biographie
Bertrand de Fumel est  prieur de Ventadour et  devient en 1319 prieur de Saint-Martin-des-Champs, au diocèse de Paris. Jean II de France nomme Bertrand en 1351, réformateur général en toute la Languedoc. 
L'évêché de Vabres lui est donné en 1353. Il confirme en 1355 la fondation d'une confrérie de prêtres érigée dans l'église de Saint-Affrique par Raimond d'Olargues, son prédécesseur en 1346.
Bertrand de Funel est transféré à l'évêché de Nevers à la fin de 1355. Avec Jean Chalemard, président au parlement de Paris, et Robert de Clermont, maréchal du duc de Normandie, il va représenter en 1356 aux peuples et aux États généraux de Languedoc à Toulouse, le besoin que le roi de France a de leur secours pour continuer la guerre contre les Anglais. Bertrand réussit dans cette mission. 

## Sources
- Honoré Jean P. Fisquet, La France pontificale, Métropole de Sens, Paris, 1864